# Drenovci (Vukovar-Syrmie)
Pour les articles homonymes, voir Drenovci.
Drenovci est un village et une municipalité située dans le comitat de Vukovar-Syrmie, en Croatie. Au recensement de 2001, la municipalité comptait 7 424 habitants, dont 89,03 % de Croates et le village seul comptait 3 042 habitants.

## Histoire
Depuis le Traité de Karlowitz (1699) jusqu'en 1918, DRENOVCE fait partie de la monarchie autrichienne (empire d'Autriche). Après le compromis de 1867, elle est intégrée au royaume de Croatie-Slavonie dans la Transleithanie, dépendant du Royaume de Hongrie, plus précisément, du régiment N°7 des Confins militaires basé à Vinkovci.
Le bureau de poste est ouvert en 1870.

## Localités
La municipalité de Drenovci compte 5 localités :
- Drenovci
- Đurići
- Posavski Podgajci
- Račinovci
- Rajevo Selo